# Hasselfors
Hasselfors est une localité de Suède dans la commune de Laxå située dans le comté d'Örebro.
Sa population était de 408 habitants en 2019.